# Селевцы
Селевцы (бел. Се́леўцы) — агрогородок в Молодечненском районе Минской области Беларуси. Входит в состав Городокского сельсовета.

## География
Селевцы расположены в 26 км от Молодечно и в 56 км от Минска.

## Административное устройство
До 2013 года входила в состав Холхловского сельсовета. В настоящий момент входит в состав Городокского сельсовета.

## История
Населённый пункт известен с XVII века в Минском воеводстве Великого Княжество Литовского, в составе имения Холхлово.
• 1646 год — принадлежал Радзивиллам, позже Голынским.
• 1780 год — владение Карпицких. Во второй половине XIX века, населённый пункт в Городокской волости Вилеского уезда Виленской губернии; в составе имения Прончейково.
• 1793 год ― в результате второго раздела Речи Посполитой перешёл в состав Российской Империи.
• В начале XX века относился к Городокской сельской общины.
• 1921 год ― после Советско-польской войны в составе Польского государства, в Городокской гмине Вилейского уезда Виленского воеводства.
• 1927 год ― в составе Молодечненского повета.
• 1939 год ― населённый пункт входит в состав БССР.
• 1991 год ― в составе Республики Беларусь, в Молодечненском районе Минской области Холхловского сельсовета.
• 28 июня 2013 года ― в составе Городокского сельсовета.

## Население
- 1866 год ― 171 человек[5]
- 1909 год ― 233 человека
- 1921 год ― 266 человека[6]
- 1931 год ― 337 человек[7]
- 1969 год ― 238 человек [4]
- 2012 год — 280 человек

## Производственная сфера
- ОАО «Селевцы»

## Социально-культурная сфера
- Средняя школа-сад, фельдшерско-акушерский пункт, почта, два магазина, Дом культуры.